# 班都察
班都察，蒙古帝国将领，钦察人。
班都察是钦察玉里伯里部长亦纳思孙，忽鲁速蛮之子。1236年，与父亲忽鲁速蛮归降蒙古，跟随蒙哥攻阿速，攻破都城蔑怯思，有功。后率所部随蒙古军东归，在忽必烈位下充宿卫。1253年，率钦察百人跟随忽必烈征云南，平大理国，以强勇著称。常侍忽必烈左右，掌管牧马、撞马乳事，所进马奶色清味美，称黑马乳，蒙古语“黑”为“哈剌”，于是称其属为“哈剌赤”。中统元年（1260年），与儿子土土哈从世祖忽必烈北征阿里不哥，有功。不久去世。天历二年（1329年），因曾孙燕帖木儿掌权，追封溧阳王。